# Cattedrali in Svizzera
Questa è una lista di cattedrali in Svizzera.

## Chiesa cattolica
| Cattedrale                                           | Arcidiocesi o Diocesi       | Località                 | Dedicazione             | Note                                                         | Immagine |
| ---------------------------------------------------- | --------------------------- | ------------------------ | ----------------------- | ------------------------------------------------------------ | -------- |
| Cattedrale di Arlesheim Église Sainte-Marie          | Basilea                     | Arlesheim                | Santa Maria             | cattedrale della diocesi di Basilea dal 1679 al 1792.        |          |
| Cattedrale di Coira Kathedrale St. Mariä Himmelfahrt | Coira                       | Coira                    | Santa Maria             | cattedrale                                                   |          |
| Cattedrale di Friburgo Cathédrale Saint-Nicolas      | Losanna, Ginevra e Friburgo | Friburgo                 | San Nicola              | cattedrale                                                   |          |
| Cattedrale di Lugano                                 | Lugano                      | Lugano                   | San Lorenzo             | cattedrale                                                   |          |
| Cattedrale di San Gallo                              | San Gallo                   | San Gallo                | San Gallo e Sant'Otmar  | cattedrale, chiesa abbaziale, patrimonio dell'umanità UNESCO |          |
| Cattedrale di Sion                                   | Sion                        | Sion                     | Santa Maria             | cattedrale                                                   |          |
| Cattedrale di Soletta                                | Basilea                     | Soletta                  | Sant'Urso e San Vittore | cattedrale                                                   |          |
| Abbazia territoriale di Einsiedeln                   | Abbazia territoriale        | Einsiedeln               |                         | abbazia                                                      |          |
| Abbazia territoriale di San Maurizio d'Agauno        | Abbazia territoriale        | Saint-Maurice (Svizzera) | San Maurizio martire    | abbazia                                                      |          |

## Chiesa riformata
| Città   | Cattedrale            | Diocesi   | Immagine |
| ------- | --------------------- | --------- | -------- |
| Basilea | Cattedrale di Basilea | Riformata |          |
| Berna   | Cattedrale di Berna   | Riformata |          |
| Ginevra | Cattedrale di Ginevra | Riformata |          |
| Losanna | Cattedrale di Losanna | Riformata |          |

## Chiesa vetero cattolica
| Città | Cattedrale                          | Diocesi                             | Immagine |
| ----- | ----------------------------------- | ----------------------------------- | -------- |
| Berna | Cattedrale dei Santi Pietro e Paolo | Chiesa cattolica cristiana svizzera |          |

## Chiesa ortodossa russa fuori dalla Russia
| Città   | Cattedrale                                    | Diocesi                                       | Immagine |
| ------- | --------------------------------------------- | --------------------------------------------- | -------- |
| Ginevra | Cattedrale dell'Esaltazione della Santa Croce | Eparchia di Ginevra e dell'Europa Occidentale |          |